# Петрококино, Фемистокл Иванович
Фемистокл Иванович Петрококино (1849, Греция — 1911) — русский купец греческого происхождения, действительный статский советник (1905).

## Биография
Родился на острове Сир[уточнить] (Греция). По окончании гимназии около 1855 года переехал в Южную Россию — в Таганрог и Мариуполь для практики по хлебной торговле. Примерно через три года переехал в Лондон, где прожил около года. Переехав в Санкт-Петербург, поступил на службу в Коммерческий Банкирский дом Родоканаки, которым управлял несколько лет. В 1866 году поступил биржевым маклером на Санкт-Петербургскую биржу. Содействовал помещению капиталов в акции и облигации железных дорог (Рыбинской, Грязе-Царицинской, Орловско-Витебской, Балтийской и других). В 1870 году был выбран членом Совета Главного Общества Российских железных дорог, где проработал несколько лет. Содействовал учреждению Общества «Сормово», Российского золотопромышленного общества и других.
В 1884 году приобрёл усадьбу Покровское (Шапки). Организовал строительство дороги и моста через реку Тосна. В 1907 году начал строительство железнодорожной ветки Тосно — Шапки для перевозки песка, щебня, леса в Санкт-Петербург. Открыл месторождение строительного песка. 1898 году в Нурме открыл кирпичный завод.
В 1880-х годах переселился в Париж.